# Кухари-Жидовські
Кухари-Жидовські (пол. Kuchary Żydowskie) — село в Польщі, у гміні Сохоцин Плонського повіту Мазовецького воєводства.
Населення — 276 осіб (2011).
У 1975-1998 роках село належало до Цехановського воєводства.

## Демографія
Демографічна структура станом на 31 березня 2011 року:
|          | Загалом | Допрацездатний вік | Працездатний вік | Постпрацездатний вік |
| -------- | ------- | ------------------ | ---------------- | -------------------- |
| Чоловіки | 132     | 24                 | 95               | 13                   |
| Жінки    | 144     | 30                 | 84               | 30                   |
| Разом    | 276     | 54                 | 179              | 43                   |